# Henri Streicher
Henri Streicher MAfr (ur. 29 lipca 1863 w Wasselonne, zm. 7 czerwca 1952) – francuski duchowny rzymskokatolicki, wikariusz apostolski Ugandy (1897-1952).